# 得苏县
得苏县，又译“达多县”，是越南崑嵩省下辖的一个县。

## 地理
得苏县北接都莫龙县，南接沙泰县，东接得河县，西接玉回县。

## 历史
越南戰爭期間，得苏县曾有越南共和國軍（南越軍）重兵把守的基地，但在1972年得蘇戰役中為越南南方民族解放阵线所攻下。
2008年6月9日，博果社部分区域划归沙泰县胡蒙社管辖，博果社和延平社2社部分区域划归得苏市镇管辖，博果社部分区域划归延平社管辖。

## 行政区划
得苏县下辖1市镇8社，县莅得苏市镇。
- 得苏市镇（Thị trấn Đắk Tô）
- 延平社（Xã Diên Bình）
- 得若俄社（Xã Đắk Rơ Nga）
- 得站社（Xã Đắk Trăm）
- 崑道社（Xã Kon Đào）
- 玉聚社（Xã Ngọk Tụ）
- 博果社（Xã Pô Kô）
- 新景社（Xã Tân Cảnh）
- 文兰社（Xã Văn Lem）